# Gornja Glama
Gornja Glama (izvirno srbsko Горња Глама) je naselje v Srbiji, ki upravno spada pod Občino Bela Palanka; slednja pa je del Pirotskega upravnega okraja.

## Demografija
V naselju živi 34 polnoletnih prebivalcev, pri čemer je njihova povprečna starost 73,2 let (72,9 pri moških in 73,6 pri ženskah). Naselje ima 21 gospodinjstev, pri čemer je povprečno število članov na gospodinjstvo 1,62.
To naselje je, glede na rezultate popisa iz leta 2002, večinoma srbsko.
|  |

| Demografija | Demografija     | Demografija     |
| Leto        | Št. prebivalcev | Št. prebivalcev |
| ----------- | --------------- | --------------- |
|             |                 |                 |
|             |                 |                 |
|             |                 |                 |
|             |                 |                 |
| 1948        | 488             |                 |
| 1953        | 460             |                 |
| 1961        | 341             |                 |
| 1971        | 203             |                 |
| 1981        | 126             |                 |
| 1991        | 85              | 80              |
| 2002        | 34              | 34              |
|             |                 |                 |

| Etnična sestava po popisu iz leta 2002 | Etnična sestava po popisu iz leta 2002 | Etnična sestava po popisu iz leta 2002 | Etnična sestava po popisu iz leta 2002 | Etnična sestava po popisu iz leta 2002 |
| -------------------------------------- | -------------------------------------- | -------------------------------------- | -------------------------------------- | -------------------------------------- |
| Srbi                                   | Srbi                                   |                                        | 33                                     | 97,05%                                 |
| Slovenci                               | Slovenci                               |                                        | 1                                      | 2,94%                                  |
| Neznano                                | Neznano                                |                                        | 0                                      | 0,0%                                   |